# Länna landskommun, Stockholms län
Länna landskommun var en tidigare kommun i Stockholms län.

## Administrativ historik
Kommunen bildades i Länna socken i Frötuna och Länna skeppslag när 1862 års kommunalförordningar trädde i kraft, den 1 januari 1863.
Kommunen upphörde vid kommunreformen 1952 då den uppgick i Roslags-Länna landskommun. Området tillhör sedan 1971 Norrtälje kommun.

## Politik

### Mandatfördelning i valen 1938-1946
| 10 | 5 | 6 | 3 |

| 23 |

| 9 | 5 | 5 | 5 |

| 24 |

| 9 | 6 | 5 | 4 |

| 22 |